# Grevillea rubicunda
Grevillea rubicunda là một loài thực vật có hoa trong họ Quắn hoa. Loài này được S.Moore miêu tả khoa học đầu tiên năm 1920.